# Michaił Kożemiakin
Michaił Stiepanowicz Kożemiakin (ros. Михаил Степанович Кожемякин, ur. 11 stycznia?/24 stycznia 1913 w chutorze Wierchniesiolnyj w Obwodzie Wojska Dońskiego (obecnie w obwodzie rostowskim), zm. 1 sierpnia 1995 w Moskwie) – radziecki lotnik wojskowy, Bohater Związku Radzieckiego (1945).

## Życiorys
Od 1914 mieszkał we wsi Matruk w obwodzie aktobskim, do 1930 skończył 7 klas szkoły, a w 1933 technikum budowlane w Ałma-Acie, pracował jako technik na budowie. Od listopada 1935 służył w Armii Czerwonej, początkowo w artylerii w Środkowoazjatyckim Okręgu Wojskowym, potem w lotnictwie, w 1939 ukończył wojskową lotniczą szkołę pilotów w Czkałowie (Orenburgu) i został szturmanem (nawigatorem) załogi lotniczego pułku bombowców w Kalinińskim Okręgu Wojskowym. Od stycznia do marca 1940 jako szturman załogi 16 pułku bombowców uczestniczył w wojnie z Finlandią, później służył w Zachodnim Specjalnym Okręgu Wojskowym, w lipcu-sierpniu 1941 jako szturman klucza 411 pułku bombowców Frontu Północno-Zachodniego brał udział w obronie Leningradu. Od sierpnia 1941 do stycznia 1943 był szturmanem eskadry, a od stycznia 1943 do maja 1945 szturmanem 38 pułku bombowców, walczył na Froncie Briańskim, Zachodnim i 1 Ukraińskim, brał udział w operacji orłowsko-briańskiej, rżewsko-syczewskiej, rżewsko-wiaziemskiej, orłowskiej, smoleńskiej i lwowsko-sandomierskiej, berlińskiej i praskiej. Jako nawigator 28 pułku lotnictwa bombowego 219 Dywizji Lotnictwa Bombowego 2 Armii Powietrznej w stopniu majora wykonał 122 loty bojowe, brał udział w 47 walkach powietrznych, w których strącił w grupie 3 samoloty wroga. Po wojnie był szturmanem dywizji lotniczej w Centralnej Grupie Wojsk w Austrii, w 1947 skończył kursy przy Akademii Wojskowo-Powietrznej w Monino, później służył w Nadbałtyckim Okręgu Wojskowym, w 1956 ukończył Wojskową Akademię Sztabu Generalnego. Od stycznia do grudnia 1957 był głównym szturmanem 24 Armii Powietrznej w Grupie Wojsk Radzieckich w Niemczech, a od stycznia 1958 głównym szturmanem 37 Armii Powietrznej w Północnej Grupie Wojsk w Polsce, w sierpniu 1960 został zwolniony do rezerwy w stopniu pułkownika, 1963-1967 pracował jako inżynier w Naukowo-Badawczym Instytucie Aparatury Radiotechnicznej.

## Odznaczenia
- Złota Gwiazda Bohatera Związku Radzieckiego (27 czerwca 1945)
- Order Lenina (27 czerwca 1945)
- Order Czerwonego Sztandaru (czterokrotnie - 7 listopada 1941, 14 marca 1943, 15 lutego 1945 i 30 grudnia 1956)
- Order Wojny Ojczyźnianej I klasy (11 marca 1985)
- Order Wojny Ojczyźnianej II klasy (10 grudnia 1942)
- Order Czerwonej Gwiazdy (17 maja 1951)
- Medal „Za Odwagę” (21 maja 1940)
- Medal „Za zasługi bojowe” (6 listopada 1945)

I inne.